# جوزيف هيمفيل
جوزيف هيمفيل (بالإنجليزية: Joseph Hemphill) (و. 1770 – 1842 م)هو سياسي، ومحامي من الولايات المتحدة الأمريكية . تولى منصب عضو مجلس نواب بنسلفانيا .
وهو عضو في الحزب الديمقراطي الأمريكي .

## التعليم
تعلم في جامعة بنسلفانيا.